# Rome: Pathway to Power
Rome: Pathway to Power (издана в Европе под названием Rome: A.D. 92) — приключенческая игра с элементами стратегии, действие которой происходит во времена Древнего Рима. Целью игры является продвижение персонажа от самых низов через основные управленческие посты римского общества, чтобы в конечном итоге занять место Цезаря.

## Игровой процесс
Rome: Pathway to Power сочетает элементы приключенческой, ролевой и стратегической игр в изометрической графике. Игра разделена на самостоятельные эпизоды, которые нужно пройти в строгом порядке. Игрок должен разгадывать головоломки, наблюдая за повседневной жизнью древних римлян.
У героя есть инвентарь. Игрок может получать полезную информацию, взаимодействуя с NPC — жрецами, солдатами, чиновниками.

## Сюжет
Главный герой — раб, проживающий в городе Геркуланум. После того, как вулкан Везувий разрушает родной город протагониста, проходит 14 лет. Амбициозный герой прибывает в Рим, где ему предстоит подняться по социальной и карьерной лестнице.